# کیث بی آلکساندر
کیث بی آلکساندر ژنرال ۴ ستاره آمریکایی زاده دوم دسامبر ۱۹۵۱ و مدیر سابق آژانس امنیت ملی ایالات متحده آمریکا و فرماندهی سایبری ایالات متحده آمریکا بود.